# Ненартович, Эдуард Викентьевич
Эдуард Викентьевич Ненартович (1919—1993) — советский учёный, разработчик вооружений, лауреат Сталинской премии.

## Биография
Родился 16.08.1919.
Окончил институт связи (1941), военное училище ВНОС (1942), Военную академию связи им. Будённого (1947).
В 1942—1944 начальник спецустановки 565 отдельного радиобатальона Дальневосточного фронта.
С 1947 по 1993 г. работал в СБ-1 (НПО «Алмаз»): инженер, начальник лаборатории, технический руководитель отдела, начальник сектора, начальник отдела, ведущий научный сотрудник, учёный секретарь НТС.
Является разработчиком радиолокационной бортовой аппаратуры. В 1947—1950 заместитель главного конструктора по разработке системы «Комета-1» (радиолокационная станция наведения К-1). Главный конструктор одноантенной РЛС ЦД-30.
Кандидат технических наук (1964).
Лауреат Сталинской премии (1953). Награждён орденами Трудового Красного Знамени (1953) и Красной Звезды (1956).
Сын — Николай Эдуардович Ненартович, лауреат Государственной премии СССР.